# Lithiumnitrat
Lithiumnitrat ist eine chemische Verbindung mit der Summenformel LiNO3, die natürlich in der Form des Trihydrates LiNO3·3 H2O vorkommt. Es handelt sich hierbei um das Lithiumsalz der Salpetersäure.

## Gewinnung und Darstellung
Die Herstellung von Lithiumnitrat erfolgt durch Umsetzung von Lithiumcarbonat oder Lithiumhydroxid mit Salpetersäure.
{\displaystyle \mathrm {Li_{2}CO_{3}+2\ HNO_{3}\longrightarrow 2\ LiNO_{3}+\ CO_{2}+\ H_{2}O} }
{\displaystyle \mathrm {LiOH+\ HNO_{3}\longrightarrow \ LiNO_{3}+\ H_{2}O} }

## Eigenschaften

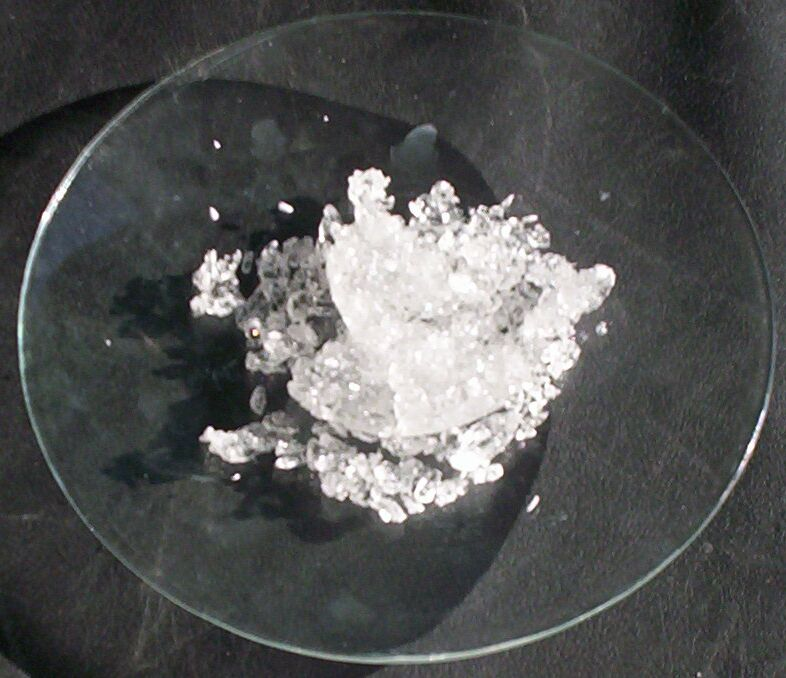
Kristallines Lithiumnitrat

Das farblose, hygroskopische Salz besitzt eine Molare Masse von 68,95 g/mol, eine Dichte von 2,36 g·cm−3 und eine Schmelztemperatur von 264 °C. Bei Temperaturen oberhalb von 600 °C erfolgt Zersetzung. Lithiumnitrat ist in Ethanol und Wasser sehr gut löslich. Neben der wasserfreien Kristallform tritt Lithiumnitrat auch als Trihydrat auf, welches bei 28,8 °C sein Kristallwasser abgibt. Unterkühlte Schmelzen des Hydrats sind sehr stabil, können aber durch Zugabe von kristallinem Lithiumnitrat augenblicklich zur Kristallisation gebracht werden.

## Verwendung
Entgegen der weit verbreiteten Auffassung wird LiNO3 nicht für rote Leucht- oder Signalsätze verwendet. Bei den für pyrotechnische Leuchtsätze typischen Flammentemperaturen erfolgt immer auch eine starke Anregung der Li-Nebenserienlinien, wodurch ein insgesamt rot-oranger Farbeindruck entsteht, welcher aber einfacher durch die Verwendung von Calciumsalzen erreicht werden kann.
Lithiumnitrat wird als Wärmeträgermedium genutzt. Des Weiteren kann es zur Herstellung anderer Lithiumverbindungen dienen. Lithiumnitrat wird auch in einem Gemisch mit Kaliumnitrat als Sabalith verkauft. Dieses niedrigschmelzende Eutektikum wird zur Salzbadvulkanisation von Gummimischungen verwendet. Lithiumnitrat-trihydrat wurde auch zur Kühlung des Landers der Venera-Mission verwendet, da es beim Schmelzen (Schmelzpunkt des Trihydrats ca. 30 °C) Wärme aufnimmt und somit bis zum vollständigen Schmelzen eine kontinuierliche Temperatur von 30 °C gewährleistet.